# Бомба с лазерным наведением

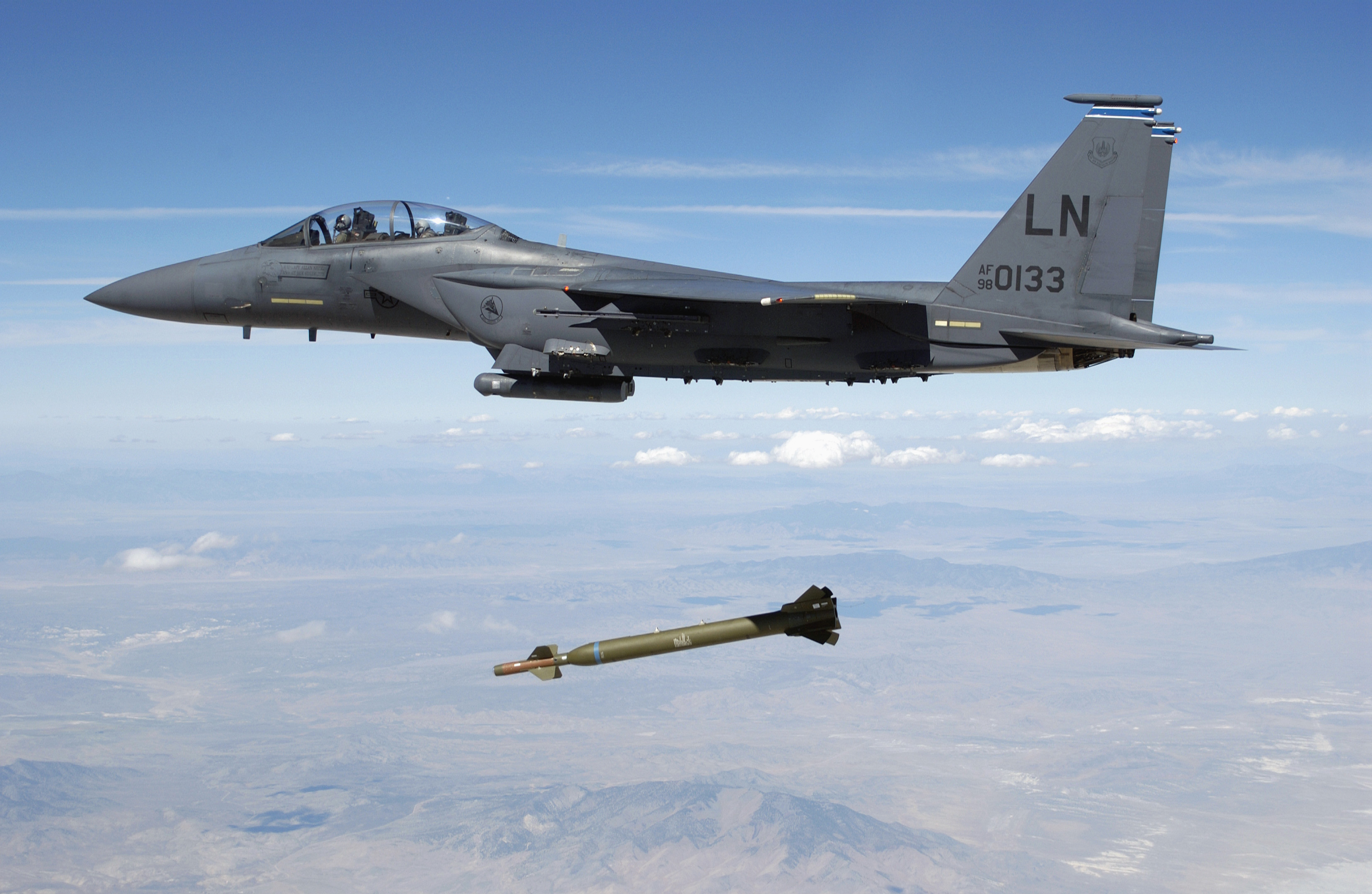
F-15E сбрасывает бомбу GBU-28 на полигоне в штате Юта

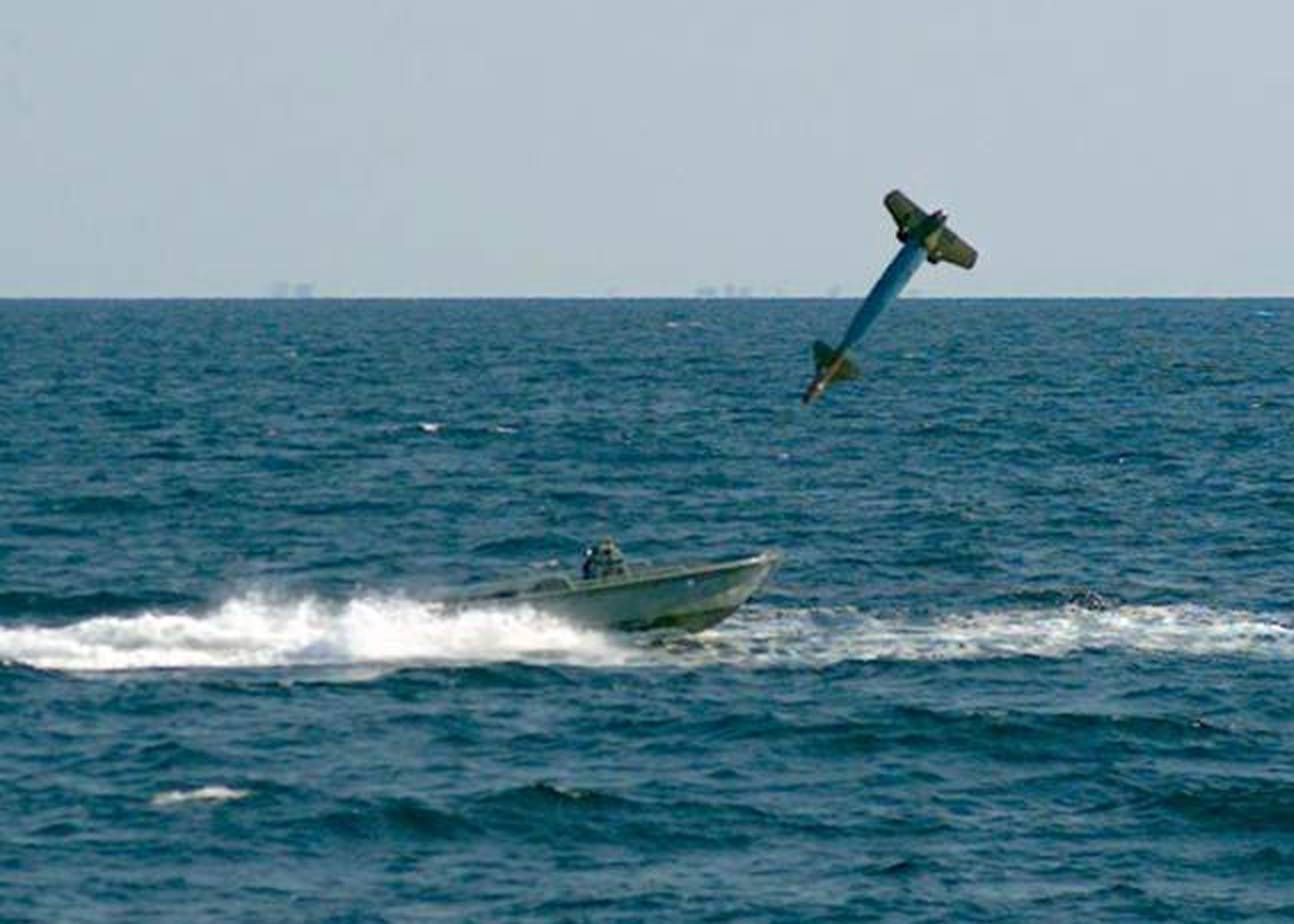
Бомба с лазерным наведением GBU-10 непосредственно перед попаданием в малый катер в ходе учений в Мексиканском заливе, 2013.

Бомба с лазерным наведением — управляемая авиационная бомба, наводящаяся на цель по лучу лазера, один из видов высокоточного оружия.

## Характеристика
Для наведения бомбы на цель используется устройство, излучающее лазерный луч. Отражённый от цели луч принимается головкой наведения бомбы, которая отправляет сигнал системе управления бомбой, корректируя траекторию падения. Как правило, бомбы с лазерным наведением не имеют двигателей и оснащены только оперением для улучшения планирующих свойств. Существуют ракеты с лазерным наведением (AS.30, модификации AGM-65), которые благодаря наличию двигателя имеют бо́льшую дальность полёта и лучшую манёвренность. Однако некоторые бомбы с лазерным наведением также оснащаются ракетным двигателем (например, американская AGM-123), что несколько размывает границу между этими видами авиационного оружия.
В настоящее время производятся комплекты, включающие головку наведения и оперение. Эти комплекты могут быть установлены на обычные бомбы, делая возможным их наведение по лазерному лучу. Такое переоборудование обычных бомб в высокоточные обходится значительно дешевле, чем изготовление бомб с лазерным наведением.

## История

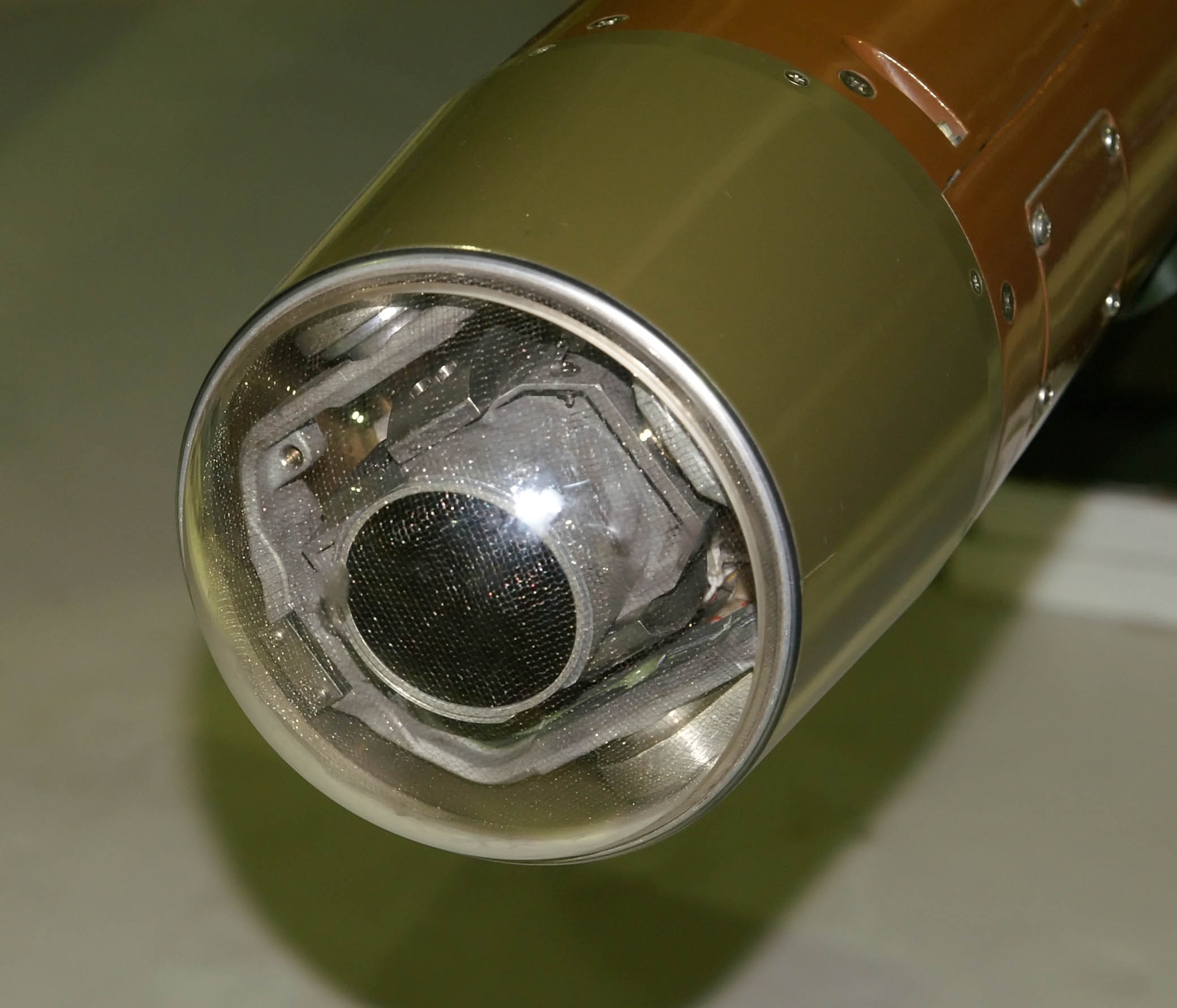
Головка наведения бомбы GBU-24. Заметна тонкая металлическая сетка внутри прозрачного головного обтекателя ГСН, служащая для экранирования электронных цепей ГСН от помех, создаваемых мощным излучением РЛС.

Бомбы с лазерным наведением впервые были разработаны в США в начале 1960-х годов. В 1964 году ВВС США заключили первый контракт на разработку бомб серии «Пэйвуэй» (Paveway). В 1965 году Лабораторией авиационных вооружений ВВС США была начата программа разработки серии бомб с лазерным наведением и лазерных головок самонаведения KMU-351B, KMU-370B, KMU-368B типа WS-212 (Weapon System 212, — «A», «B» и «C» соответственно), разработчиками независимо друг от друга выступали компания Texas Instruments, Inc., Даллас, Техас, и электронно-оптическая лаборатория компании Autonetics, Анахайм, Калифорния (филиал корпорации North American Rockwell Corp.). Несмотря на то, что представленные на конкурс опытные образцы ГСН обоих разработчиков были признаны удовлетворявшими требованиям ВВС, контракты на производство указанных изделий были заключены с Texas Instruments.
В 1968 году новое оружие было применено во Вьетнаме. Несмотря на ряд технических и эксплуатационных затруднений, применение бомб с лазерным наведением во Вьетнамской войне считается очень успешным. Они оказались особенно эффективны против неподвижных целей. По существующей статистике, в период 1972—1973 года районе Ханоя и Хайфона 48 % сброшенных высокоточных бомб попали в цель (ранее точность обычных бомб в этом же районе составляла 5,5 %). Наиболее известным примером успешного применения бомб с лазерным наведением является уничтожения моста «Пасть дракона» севернее Тханьхоа. С 1965 года американская авиация совершила десятки налётов на этот мост (в общей сложности 871 вылет), не сумев его уничтожить или серьёзно повредить; мост превратился в символ сопротивления Северного Вьетнама американской агрессии. В 1972 году мост был выведен из строя после одного налёта с применением высокоточных бомб и полностью уничтожен после второго.
Бомбы с лазерным наведением состоят на вооружении ВВС многих стран мира и применялись в ряде военных конфликтов.

## Недостатки
Хотя современные бомбы с лазерным наведением обладают высокой точностью, они не являются «абсолютным оружием».
Для эффективного применения бомбы цель должна быть в течение нескольких секунд подсвечена лазерным лучом, чтобы головка наведения захватила отраженный сигнал. После сброса бомбы цель по-прежнему должна подсвечиваться для точного попадания. Ограниченная мощность систем подсветки приводит к ограничению использования оружия по дальности и высоте (как правило 5-10 км). Лазерный целеуказатель обычно находится на самолёте-носителе оружия или на другом самолёте. В обоих случаях самолёт целеуказания оказывается ограничен в манёвре и более уязвим для средств ПВО. Боевое маневрирование ведёт к срыву захвата цели и промаху, следствием чего нередко становятся жертвы среди мирного населения. Иногда экипаж самолёта-носителя сбрасывает бомбу как обычную, а лазерный целеуказатель включается лишь во время её подлёта к цели.
Для решения проблемы применяются целеуказатели наземного базирования. Они размещаются силами специального назначения, действующими на территории противника, возле намеченных целей. Однако и этот вариант не гарантирует полного успеха применения оружия. В условиях плохой видимости (туман, дым, густая облачность, запылённость) также может произойти срыв захвата цели.